# Чемпионат России по конькобежному спорту 1915
Чемпионат России по конькобежному спорту в классическом многоборье 1915 года — 27-й чемпионат России, который прошёл 13 — 14 января 1915 года в Москве на катке «Девичье поле».
С 1915 года чемпионат разыгрывался на четырёх дистанциях — 500, 1500, 5000 и 10000 метров. Для победы надо выиграть три дистанции или набрать наименьшую сумму очков-мест при условии победы на одной дистанции.
Первым чемпионом России по конькобежному спорту в классическом многоборье (по сумме четырёх дистанций — 500, 1500, 5000 и 10000 метров) стал москвич Яков Мельников, призёрами — Платон Ипполитов и Сергей Курбатов (оба — Москва).

## Результаты чемпионата
| место     | спортсмен        | город     | очки | 500 м    | 1500 м     | 5000 м     | 10000 м     |
| --------- | ---------------- | --------- | ---- | -------- | ---------- | ---------- | ----------- |
| 1         | Яков Мельников   | Москва    | 4,5  | 46,8 (1) | 2.27,2 (1) | 9.10,4 (1) | 19.01,0 (1) |
| 2         | Платон Ипполитов | Москва    | 7,5  | 47,2 (2) | 2.27,2 (1) | 9.31,0 (2) | 19.11,0 (2) |
| 3         | Сергей Курбатов  | Москва    | 18   | 48,4     | 2.41,0     | 9.38,0 (3) | 19.37,4     |
| 4         | Иван Мелихов     | Богородск | 22   | -        | 2.38,8 (3) | -          | -           |
| 5         | Г. Голубчиков    | Саратов   | 28   | -        | -          | -          | -           |
| 6         | А. Нефёдов       | Москва    | 31   | 47,8 (3) | -          | -          | -           |
| без места | Николай Чугунов  | Москва    | -    | -        | -          | -          | 19.33,4 (3) |